# ریدیزنا
ریدیزنا (به لاتین: Rydzyna) یک شهر و گمینا در لهستان است که در گمینا رزنا واقع شده‌است. ریدیزنا ۲٫۱۷ کیلومتر مربع مساحت و ۲٬۵۳۹ نفر جمعیت دارد.